# Kristy Majors
Kristy Majors, detto Krash (New York, ...), è un chitarrista heavy metal statunitense, meglio noto per aver fatto parte della glam metal band dei Pretty Boy Floyd.
Vanta inoltre una carriera da solista.

## Biografia
La sua carriera musicale inizia nella East Coast, in una heavy metal band, i "Jett Blakk" a New York. La band registrò diverso materiale che venne poi pubblicato su alcune raccolte, tuttavia, questo materiale è oggi di difficile reperibilità.
Majors raggiunse i Pretty Boy Floyd a Hollywood, California nel 1987. Lui sostituì il chitarrista e principale songwriter Aeriel Stiles. Nel dubut album "Leather Boyz with Electric Toyz" del 1989, Majors scrisse il singolo "Rock and Roll (Is Gonna Set the Night On Fire)".
I Pretty Boy Floyd si sciolsero poi nel 1991 e Majors cominciò a lavorare nell'industria musicale, gestendo e scoprendo nuove band, oltre a formare una band di breve durata con il futuro batterista dei Beautiful Creatures Anthony Focx. I Pretty Boy Floyd si riformarono nel 1995 e Majors venne incluso nel progetto. Assieme pubblicarono rispettivamente un EP e un album; A Tale of Sex, Designer Drugs, and the Death of Rock N Roll e Porn Stars. Majors nel 1999 partecipò anche al debut album Backstreet Anthems degli Shameless, band recente composta all'epoca da Steve Summers e Keri Kelli dei Pretty Boy Floyd e Stevie Rachelle dei Tuff.

### Dal 2000
Nei primi anni 2000 Majors intraprende la carriera solista, che vedrà un alternarsi di stili fra il glam metal, l'hard rock e il punk rock. Realizzò infatti anche in cover album dei Ramones intitolato "For Those About To Sniff Some Glue... (We Salute You)" (titolo ispirato dalla fusione tra il titolo dell'album "For Those About to Rock (We Salute You)" degli AC/DC con il noto brano dei Ramones "Now I Wanna Sniff Some Glue").
Dopo questo pubblicò altri due album: Goodbye Rock-N-Roller nel 2004 e Sex, Drugs 'N' Rock N Roll nel 2006.

## Discografia

### Solista
- The Devil In Me (2002)
- For Those About To Sniff Some Glue... (We Salute You) (2003)
- Goodbye Rock-N-Roller (2004)
- Sex, Drugs 'N' Rock N Roll (2006)

### Con i Pretty Boy Floyd

#### Full-length
- Leather Boyz with Electric Toyz (1989)
- Porn Stars (1998)

#### EP
- A Tale of Sex, Designer Drugs, and the Death of Rock N Roll (1998)

#### Live
- Live at the Pretty Ugly Club (2001)

#### Raccolte
- The Greatest Collection - The Ultimate Pretty Boy Floyd (2004)

### Altri album
- Tuff - What Comes Around Goes Around (1991)
- Shameless - Backstreet Anthems (1999)